# Calycogonium plicatum
Calycogonium plicatum är en tvåhjärtbladig växtart som beskrevs av August Heinrich Rudolf Grisebach. Calycogonium plicatum ingår i släktet Calycogonium och familjen Melastomataceae. Inga underarter finns listade i Catalogue of Life.